# Mario Kummer
Mario Kummer (Suhl, 6 mei 1962) is een voormalig Duits wielrenner. Na zijn carrière werd hij ploegleider voor onder andere Team Telekom en Astana.

## Belangrijkste overwinningen
1977
Wereldkampioen Baan ploegachtervolging bij de junioren; + Thomas Schnelle, Hans-Joachim Pohl en .. Gerlach
1981
Wereldkampioenschap op de weg, 100 km ploegentijdrit, Amateurs; + Bernd Drogan, Falk Boden en Olaf Ludwig
Rund um die Hainleite
1982
2e etappe Ronde van de Toekomst (ploegenrijdrit)
1984
Eindklassement Ronde van Normandië
Eindklassement Ronde van Wallonië
1986
Rund um die Hainleite
1987
Eindklassement Ronde van Rijnland-Palts
Eindklassement Ronde van Wallonië
1988
Olympisch Kampioen 100 km ploegentijdrit; + Uwe Ampler, Jan Schur en Maik Landsmann)
1989
Wereldkampioenschap op de weg, 100 km ploegentijdrit, Amateurs; + Falk Boden, Maik Landsmann, Jan Schur
1996
Rund um die Hainleite

## Resultaten in voornaamste wedstrijden
| Jaar | Ronde van Italië | Ronde van Frankrijk | Ronde van Spanje |
| ---- | ---------------- | ------------------- | ---------------- |
| 1990 |                  | 88e                 | 92e              |
| 1991 | 77e              |                     | 103e             |
| 1992 |                  | 78e                 |                  |
| 1993 | 67e              | 111e                |                  |
| 1994 | opgave           | 97e                 |                  |
| 1995 | 105e             |                     | 107e             |
| 1996 |                  | opgave              | 84e              |
| 1997 |                  |                     |                  |

| Jaar | Milaan-San Remo | Gent-Wevelgem | Parijs-Roubaix | Amstel Gold Race | Luik-Bast.‑Luik | Ronde van Lombardije | Parijs-Tours | Cyclassics Hamburg |  | WK op de weg |
| ---- | --------------- | ------------- | -------------- | ---------------- | --------------- | -------------------- | ------------ | ------------------ |  | ------------ |
| 1990 |                 |               | 88e            |                  |                 | 78e                  | 69e          |                    |  | 25e          |
| 1991 | 62e             | 30e           | 84e            |                  |                 | 72e                  |              |                    |  | 54e          |
| 1992 |                 |               |                | 66e              | 62e             | 46e                  | 52e          |                    |  |              |
| 1993 | 131e            |               |                | 60e              | 88e             | 64e                  | 46e          |                    |  |              |
| 1994 | 126e            |               |                |                  |                 |                      | 32e          |                    |  |              |
| 1995 |                 | 103e          |                |                  |                 |                      | 83e          |                    |  |              |
| 1996 |                 |               |                |                  |                 |                      | 93e          |                    |  |              |
| 1997 |                 | 106e          | 70e            |                  |                 |                      | 73e          | 5e                 |  |              |

1960: Trapè, Bailetti, Cogliati, Fornoni ·
1964: Zoet, Dolman, Karstens, Pieterse ·
1968: Zoetemelk, Den Hertog, Krekels, Pijnen ·
1972: Jardi, Komnatov, Lichatsjov, Sjoekov ·
1976: Tsjoekanov, Tsjaplygin, Kaminski, Pikkuus ·
1980: Kasjirin, Logvin, Sjelpakov, Jarkin ·
1984: Bartalini, Giovannetti, Poli, Vandelli ·
1988: Ampler, Kummer, Landsmann, Schur ·
1992: Dittert, Meyer, Peschel, Rich
Wielerploegen van Mario Kummer
Badolato ·
Botteon ·
Bugno ·
Calcaterra ·
Fidanza ·
Finazzi ·
Gusmeroli · 
Kummer ·
Passera ·
Rominger ·
Santaromita ·
Schur ·
Scirea ·
Tebaldi ·
Vanotti ·
Volpi ·
Vona ·
Zanatta
Bombini (tot 30/06) ·
Bugno  ·
Calcaterra ·
Fidanza ·
Gotti ·
Giovannetti ·
Gusmeroli · 
Kummer ·
Manzoni ·
Passera ·
Santaromita ·
Schur ·
Scirea ·
Tebaldi ·
Volpi ·
Zanatta
Alcalá ·
Boden · 
Breukink ·
Cordes ·
den Bakker ·
Dürst ·
Earley ·
Hendriks (tot 31/03) ·
Hundertmarck ·
Jakobs ·
Koerts ·
Kummer ·
Maier ·
Nelissen ·
Raab ·
Talen · 
van Aert ·
van den Akker ·
Van Petegem ·
van Poppel ·

Verhoeven ·
Vos
Aldag ·
Ampler ·
Audehm ·
Bölts ·
De Wilde ·
Gröne ·
Hanegraaf ·
Henn ·
Heppner ·
Holm ·
Krieger · 
Kummer ·
Ludwig ·
Merckx ·
Raab ·
van Orsouw ·
Wesemann ·
Zabel ·
Teutenberg (stagiair) ·
Werner (stagiair)
Aldag ·
Audehm ·
Bölts ·
Dietz ·
Gröne ·
Hanegraaf ·
Henn ·
Heppner ·
Holm ·
Krieger · 
Kummer ·
Ludwig ·
Merckx ·
Raab ·
van Orsouw ·
Werner ·
Wesemann ·
Zabel ·
Lehmann (stagiair) ·
Rich (stagiair) ·
Ullrich (stagiair)
Aldag ·
Audehm ·
Bölts ·
Dietz ·
Gröne ·
Henn ·
Heppner ·
Holm ·
Hundertmarck ·
Kummer ·
Lafis · 
Ludwig ·
Poelnikov ·
Raab ·
Trumheller ·
Ullrich ·
Werner ·
Wesemann ·
Zabel
Aldag ·
Andersson (tot 31/10) ·
Audehm ·
Bölts ·
Dietz ·
Henn ·
Heppner ·
Holm ·
Hundertmarck ·
Kummer ·
Lafis · 
Ludwig ·
Meinert-Nielsen ·
Riis ·
Ullrich ·
Werner ·
Wesemann ·
Zabel ·
Kyneb (stagiair)
Aldag ·
Bölts ·
Corvers ·
Dietz ·
Henn ·
Heppner ·
Holm ·
Hundertmarck ·
Kummer ·
Lafis · 
Lombardi ·
Ludwig (tot 15/02) ·
Riis ·
Schaffrath ·
Totschnig ·
Ullrich ·
Wesemann ·
Zabel
- Gemeinsame Normdatei: 1062250524
- International Standard Name Identifier: 0000 0001 3880 7780
- Library of Congress Control Number: no2011151380
- Virtual International Authority File: 187464159
- WorldCat: E39PBJcgxDy6pqC8tgb7QY3PcP